# 274843 Mykhailopetrenko
274843 Mykhailopetrenko è un asteroide della fascia principale. Scoperto nel 2009, presenta un'orbita caratterizzata da un semiasse maggiore pari a 2,3033196 UA e da un'eccentricità di 0,1666083, inclinata di 6,36293° rispetto all'eclittica.